# Charles Hug
Pour les articles homonymes, voir Hug.
Charles Hug, initialement Karl Hug est un artiste peintre, un dessinateur et un illustrateur suisse né le 22 juin 1899 à Saint-Gall et décédé le 7 mai 1979 à Zurich. 

## Sources
- (de) Cet article est partiellement ou en totalité issu de l’article de Wikipédia en allemand intitulé « Charles Hug » (voir la liste des auteurs).